# Теодора Бранкович
Теодора Бранкович (прибл. mid 1300s) — сербська шляхтанка, принцеса Албанії та леді Дурреса в шлюбі з Георгієм Топією. Її батько, севастократор Бранко Младенович, засновник династії Бранковичів.

## Раннє життя
Теодора була єдиною донькою і, ймовірно, наймолодшою дитиною Бранка Младеновича, сербського магната та севастократора, який служив імператорам Стефану Душану (правління 1331—1355) та Стефану Урошу V (правління 1355–71). Її мати невідома. У неї було три старші брати: Нікола, Гргур і Вук Бранкович. Останній згодом став наймогутнішим де-факто правителем Сербії кінця XIV століття. Дід Теодори по батьковій лінії, Младен, є найранішим відомим попередником Бранковичів, які в пізніших хроніках згадуються як нащадки династії Неманичів через Вукана Неманича, сина Стефана Немані.

## Принцеса Албанії
Точна дата одруження між Теодорою та Георгієм Топією залишається невідомою. Топія була могутньою албанською знатною родиною, яка здобула популярність під час правління Карла Топії, батька Георгія. Він переміг і захопив контрольовані анжуйцями території в Албанії, особливо герцогство Дуррес, яке на той час утримувалося його двоюрідною сестрою Йоанною Дураццо. Через матір Карла Олену Анжуйську всі пізніші члени Топії були пов'язані з династією Анжу.
Після смерті її тестя в 1388 році, чоловік Теодори Георгій успадкував титули принца Албанії та лорда Дурреса, таким чином зробивши її принцесою-консортом. Місто Круя, за бажанням Карла, успадкувала її невістка Олена. Коли Георгій помер у 1392 році, його володіння було передано Олені та її венеціанському чоловікові Марко Барбаріго. Це призвело до постійних територіальних конфліктів з їхнім зведеним братом Нікетою Топією. Після смерті чоловіка життя Теодори залишається таємницею через брак історичних джерел. Від Георгія у неї не збереглося жодних нащадків.